# Школа Пало-Альто
Школа Пало-Альто (Незримый колледж, Invisible College) — теоретическая школа интерперсональной коммуникации. Название «Незримый колледж» объясняется тем, что учёные не были объединены общей университетской базой, где были бы возможны регулярные встречи и конференции: большинство из них трудились в индивидуализированных лабораториях. Объединяло данную группу исследователей место расположения лабораторий — город Пало-Альто в округе Санта-Клара, штат Калифорния, США, — чем и объясняется название «школа Пало-Альто».

## История и теория
В 1940-х годах группа американских учёных различных дисциплин (антропология, лингвистика, математика, социология и психиатрия) объединилась на почве взглядов, диаметрально противоположных математической теории коммуникации. Группа учёных, известная под названиями «Незримый колледж» и «Школа Пало-Альто», была основана Доном Джексоном, (Грегори Бейтсон к ним впоследствии примкнул) объединившим усилия с такими исследователями, как
- Рэй Бердвистел, антрополог и один из основателей науки кинесики,
- Эдвард Холл, антрополог и создатель науки проксемики,
- Ирвинг Гоффман, социолог,
- Пауль (Пол) Вацлавик, психотерапевт и психолог
- и другие.

Отвергая линейную модель коммуникации, учёные обратились к математической теории информации и кибернетике. За основу была взята ретроактивная, кольцевая модель Норберта Винера, описывающая феномен постоянного обмена информацией, непрерывной её циркуляции. Представители школы Пало-Альто настаивали, что математическая теория подходит лишь инженерам телекоммуникаций, которыми и для которых она и была создана, в то время как коммуникация в целом должна изучаться социальными науками по другой модели.
Социолог Ив Уинкин в 1984 году так суммировал установки школы Пало-Альто:

 По их мнению, комплексность, запутанность даже самой, казалось бы, незначительной ситуации интеракции такова, что невозможно упростить её до двух-трёх переменных, взаимодействующих линейным способом. Исследования коммуникации следует проводить, принимая во внимание уровни сложности, многоплановые контексты и циркулирующие системы. — Armand Mattelart, Michèle Mattelart Theories of Communication: A Short Introduction 
В таком «круговом» представлении о коммуникации роль получателя настолько же важна, как и роль передатчика. Используя концепты и модели системного подхода, лингвистики и логики, учёные школы Пало-Альто пытались рассматривать ситуацию интеракции в целом, а не сосредотачиваться на изолированных отдельных переменных.
Проблема коммуникации была перенесена на микросоциальный уровень, чтобы понять, как люди живут в постоянной интерперсональной коммуникации, как в повседневности происходит взаимоотношение и взаимодействие людей в их общении друг с другом.
Представители школы выработали три гипотезы:
1. Суть коммуникации — в межличностных и интерактивных процессах (сами элементы менее важны, нежели отношения между ними).
2. У любого поведения людей есть коммуникативная ценность (связи, отношения, отвечающие друг другу и взаимно подразумевающие друг друга, могут рассматриваться как обширная система коммуникации). Рассматривая последовательность сообщений в горизонтальном контексте (серия последовательных сообщений) и в вертикальном контексте (отношения между элементами и системой), можно постичь «логику коммуникации». (Гипотеза 1967 года)
3. Психические расстройства — это признак нарушенной коммуникации между теми индивидами, кто обладает заболеванием, и людьми вокруг них.

Понимание изолированной коммуникации как намеренного, сознательного вербального акта, которое присуще эмпирико-функционалистскому подходу, было замещено идеей коммуникации как непрерывного социального процесса, включающего ряд поведенческих моделей: речь, жесты, выражения лица и физическое пространство между индивидами. Исследователи школы Пало-Альто изучали жестикуляцию (кинесика) и межличностное пространство (проксемика) и показали, каким образом неудачно подобранные в той или иной ситуации способы поведения свидетельствуют о проблемах в социальной среде в целом. Вместо анализа контента исследователи приступили к анализу контекста. Коммуникация стала рассматриваться как перманентный обмен, постоянная циркуляция, непрерывный процесс, происходящий на нескольких уровнях. Чтобы выявить посыл, смысл, вырабатываемый в ходе этого процесса, учёные описывали способы, которыми различные модели поведения воплощались в заданном контексте. Они выработали термин «прагматика коммуникации», от греческого «πράξη» («praxi»), обозначающий взаимоотношения субъекта с субъектом.
Одна из главных идей школы была выдвинута Паулем (Полом) Вацлавиком. Её можно выразить тезисом «нельзя не коммуницировать». По Вацлавику, вся жизнь людей, всё взаимодействие в человеческом сообществе, всё бытие построено на коммуникации, причём рутинным актам коммуникации придаётся недостаточное значение по сравнению с их реальным вкладом в нашу жизнь. Люди часто коммуницируют, не задумываясь, автоматически, почти на подсознательном уровне — этот уровень Вацлавик называет «уровнем грамматики коммуникаций». При этом, данная «грамматика» используется постоянно, непрерывно, хоть и не будучи отрефлексированной и даже замеченной индивидом, её применяющим.
Исследователи школы Пало-Альто считали несомненной возможность индивидов отвечать на сообщения, посылаемые масс-медиа. Группы индивидов в состоянии интерпретировать и использовать сообщения активным способом. Концепт «фидбек» (feedback, «обратная связь») подразумевает не просто возвращение информации, но возвращение полученной, обдуманной и интерпретированной информации. Представителям школы Пало-Альто казалось, что именно способность индивидов посылать обратно сообщения отправителям окажет значительное влияние на масс-медиа и культурные индустрии — как и случилось.
Личности людей, таким образом, согласно теории школы Пало-Альто, являются результатом вышеописанных интеракций; именно благодаря вышеописанным процессам становится возможным выстраивание дискурсов, сообщений и кампаний.
В 1959 году Эдвард Холл, член школы Пало-Альто, опубликовал свою первую книгу «Беззвучный язык». Его подход к сложностям в межкультурной коммуникации базировался на его собственных полевых наблюдениях во время службы в качестве офицера в полку солдат-афроамериканцев во время Второй мировой войны, а затем в качестве инструктора дипломатического персонала. Закладывая основы науки проксемики, книга Эдварда Холла подчеркнула различные языки и коды, «беззвучные языки», которые характеризуют каждую культуру: языки времени, пространства, материального имущества, формы дружбы и достижения соглашений. Все эти неформальные языки — это некий ресурс культурного шока, недоумения и непонимания, возникающих между людьми, являющимися носителями разных культурных кодов.
Теория коммуникации как интеракции школы Пало-Альто получила должное признание только в 1980-е годы, когда макросоциологические модели коммуникации подверглись жёсткой критике и социологи вернулись к проксемике, наконец оценив по заслугам вклад «Незримого колледжа».

## Критика
С положениями теории школы Пало-Альто полемизирует эмпирико-функционалистская теория, согласно которой любой коммуникативный акт — это акт вербальный, осознанный и рациональный. Любой коммуникатор перед распространением сообщения задумывается о его смысле, делая выбор в пользу того или иного канала коммуникации и способа выражения и так далее.
В целом, споры в трудах учёных школы Пало-Альто вызывает не столько сама теория коммуникации, сколько её применение. Представители школы уделяли большое внимание семейной психологии и пытались разработать, каким образом теорию интерперсональной коммуникации можно применить к семейным отношениям с целью решения проблем в конкретных семьях. Однако, как оказалось, с точки зрения практиков, комплексность, разноплановость, многоуровневость подхода школы Пало-Альто — это скорее минус, нежели плюс, так как сложность системы препятствует её эффективному применению.
Представители школы предлагают как способ решения внутрисемейных проблем «рефрейминг», подразумевая под этим, что нужно абстрагироваться от некой конфликтной или значимой ситуации и заново интерпретировать только что пережитое. В то же время, согласно теории, только сторонний наблюдатель может обнаружить конфликт и верно интерпретировать его характер, так как сами участники взаимодействия, в силу поглощённости процессом, разговаривают на неком едином, внутреннем, общем для участников ситуации языке, что не позволяет им получить полное представление о конфликте. Данное противоречие вызывает вопросы у критиков.
Также существует спор относительно понятий «информативный» и «коммуникативный» в данной теории. Представители школы Пало-Альто рассматривают невербальные акты как коммуникативные, но есть исследователи, рассматривающие невербальные акты как информативные, не несущие непосредственно коммуникационной нагрузки. Всё упирается в понятие «коммуникация» и в то, что тот или иной конкретный человек подразумевает при его использовании, что порождает споры между исследователями.
Например, таким камнем преткновения стало понятие «эквифинальность», заявленная (наряду с цельностью, обратной связью и гомеостазом) одной из четырёх важнейших характеристик интерперсональных систем коммуникации. Эквифинальность подразумевает, что может быть множество различных путей, которые, однако, приведут к одному и тому же результату, вне зависимости от начальных обстоятельств. В семейной психологии это означает, что повседневные события, какими бы различными или одинаковыми они ни были, всё равно выльются в конечное состояние семьи. Таким образом, получается, что изучение повседневных событий может быть не столь продуктивным, как изучение конечного состояния. Однако, вся теория школы Пало-Альто убеждает нас в обратном: интерперсональная коммуникация важна даже в самых тривиальных моментах, и её необходимо изучать! Это противоречие также вызывает вопросы у критиков.